# Stazione di Hōya
La stazione di Hōya (保谷駅?, Hōya-eki) è una stazione ferroviaria situata nell'area metropolitana di Tokyo, e precisamente nella città di Nishitokyo. Essa è servita dalla linea Seibu Ikebukuro delle Ferrovie Seibu, e dista 14,1 km di distanza dal capolinea di Ikebukuro.

## Linee
Ferrovie Seibu
● Linea Seibu Ikebukuro

## Struttura
La stazione possiede due marciapiedi a isola con tre binari passanti in superficie. Il binario 2, situato fra i due marciapiedi, è usato da entrambe le direzioni di marcia. Il fabbricato viaggiatori è sopraelevato, e collegato alle banchine da ascensori, scale fisse e mobili.
| 1-2 | ● Linea Seibu Ikebukuro | per Tokorozawa, Hannō e Seibu Chichibu |
| 2-3 | per Nerima e: - Shin-Kiba via Linea Yūrakuchō - Ikebukuro e Shibuya via Linea Fukutoshin (prosecuzione per Yokohama via linea Tōkyū Tōyoko) | ● Linea Seibu Ikebukuro                |

## Stazioni adiacenti
| «                     | Servizio                                    | »                     |
| Linea Seibu Ikebukuro | Linea Seibu Ikebukuro                       | Linea Seibu Ikebukuro |
| --------------------- | ------------------------------------------- | --------------------- |
| Ōizumi-gakuen         | Locale                                      | Hibarigaoka           |
| Ōizumi-gakuen         | Semiespresso                                | Hibarigaoka           |
| Ōizumi-gakuen         | Semiesp. pendolari                          | Hibarigaoka           |
| Ōizumi-gakuen ←       | Espr. pendolari                             | ← Higashi-Kurume      |
| Transito              | Rapido                                      | Transito              |
| Transito              | Rapido Espresso (via linea Seibu Yurakucho) | Transito              |
| Transito              | Espresso                                    | Transito              |